# Mohammad Al-Sahlawi
Mohammad Ibrahim Mohammad Al-Sahlawi (arabiska: محمد ابراهيم محمد السهلاوي), född 10 januari 1987 i al-Hufuf, är en saudisk fotbollsspelare som spelar för Al-Safa. Han har även representerat Saudiarabiens fotbollslandslag.